# Рождество Богородично (Дриовуно)
Дриовунийският манастир „Рождество Богородично“ (на гръцки: Μονή Γέννησης της Θεοτόκου) е православен женски манастир в населишкото село Дриовуно (Дряново), Егейска Македония, Гърция.
Католиконът е еднокорабна църква със скатен покрив. Точна информация за датата на основаване на манастира няма, но се смята, че това е станало в XIII век, като манастирът първоначално е бил мъжки. Манастирът е затворен в 1835 година, като последен игумен е Дионисий от Сятища. Запазена е само църквата, в която в светилището има ценни византийски стенописи. Около 1960 година църквата, изоставена без поддръжка се срутва. На нейно място в 1969 година е изграден нов храм. В 1990 година манастирът е възстановен от митрополит Антоний Сисанийски и Сятищки, а в 1993 година е обявен за женски.